# Aristida muricata
Aristida muricata är en gräsart som beskrevs av Johannes Jan Theodoor Henrard. Aristida muricata ingår i släktet Aristida och familjen gräs.
Artens utbredningsområde är New South Wales. Inga underarter finns listade i Catalogue of Life.